# Ha eljön a szombat
A Ha eljön a szombat (When Saturday Comes) egy 1996-ban bemutatott brit filmdráma Maria Giese rendezésében.

## Történet
|  | Alább a cselekmény részletei következnek! |

A sheffieldi sörgyárban dolgozó Jimmy Muir a foci megszállottja. Mindemellett masszívan iszik, senki és semmi nem érdekli, csak és kizárólag a labdarúgás. A helyi amatőrcsapat tagjaként figyel fel rá egy tehetségkutató, és megszervez számára egy próbajátékot a Sheffield Unitednél. Ez egy óriási lehetőség lehetne Jimmy számára, azonban a bemutatkozási lehetőség előtti este úgy berúg, hogy másnap alig bír lábraállni...

## Szereplők
| Karakter      | Színész            | Magyar hang        |
| ------------- | ------------------ | ------------------ |
| Jimmy Muir    | Sean Bean          | Rékasi Károly      |
| Annie Doherty | Emily Lloyd        | Kisfalvi Krisztina |
| Ken Jackson   | Pete Postlethwaite | Sörös Sándor       |
| Russell Muir  | Craig Kelly        | Simonyi Balázs     |
| Joe Muir      | John McEnery       | Varga T. József    |
| Sarah Muir    | Ann Bell           | Menszátor Magdolna |